# Anastazja Simińska
Anastazja Simińska (ur. 4 maja 1992 w Kaliszu) – polska aktorka musicalowa, wokalistka i instruktorka wokalna. Znana z ról teatralnych m.in. Susan w Tik, tik… Bum!, Aidy w Aidzie, Dziewczyny w Once, Dawn w Waitress i Nel w musicalu Piloci w Teatrze Muzycznym „Roma”, Anity w West Side Story w Operze i Filharmonii Podlaskiej i in. Wielokrotna laureatka konkursów i festiwali wokalnych w Polsce i za granicą.

## Życiorys
Simińska ukończyła z wyróżnieniem Państwową Szkołę Muzyczną I i II stopnia im. Henryka Melcera w Kaliszu na wydziałach śpiewu, rytmiki oraz fortepianu. W 2015 roku, także z wyróżnieniem ukończyła studia na Wydziale Wokalno-Aktorski Akademii Muzycznej im. Stanisława Moniuszki w Gdańsku ze specjalnością musical otrzymując przy tym Nagrodę Rektora prof. dra hab. Macieja Sobczaka dla najlepszej absolwentki tej uczelni w roku akademickim 2017/2018. Była również stypendystką Ministra Kultury i Dziedzictwa Narodowego ze względu na wybitne osiągnięcia artystyczne.
W 2017 roku została jedną z głównych aktorek musicalowych Teatru Muzycznego „Roma” w Warszawie.
Występowała w spektaklach muzycznych wielu polskich teatrów m.in. w I LOVE NY Teatru Muzycznego w Łodzi, (G)dzie-ci faceci Teatru Wybrzeże, Abonament na szczęście w Teatrze Miejskim w Lesznie i warszawskiej Scenie Relax.
Oprócz kariery aktorskiej Simińska zajmowała się również kierownictwem wokalnym w Śródmiejskim Teatrze Muzycznym w Warszawie oraz brała udział w przygotowaniu musicali: Footloose (2017) i Spamalot (2018) w Teatrze Palladium w Warszawie, Grease (2023). Była odpowiedzialna za przygotowanie wokalne spektaklu Dzielny Głębinek (2023) na Novej Scenie Teatru Muzycznego „Roma”. 
W latach 2018–2023 była asystentką w klasie śpiewu na specjalności musical w Akademii Muzycznej im. Stanisława Moniuszki w Gdańsku. Od 2022 roku została asystentką w klasie śpiewu na Uniwersytecie Muzycznym im. Fryderyka Chopina w Warszawie.

## Role teatralne
Źródło:
| Rok       | Przedstawienie             | Rola                    | Teatr                                                |
| --------- | -------------------------- | ----------------------- | ---------------------------------------------------- |
| 2012      | Wonderful Town             | Violet                  | Akademia Muzyczna im. Stanisława Moniuszki w Gdańsku |
| 2012      | (g)DZIECI FACECI           | zespół                  | Teatr Wybrzeże w Gdańsku                             |
| 2013      | Zorro                      | zespół wokalno-aktorski | Teatr Komedia                                        |
| 2015–2016 | Rodzina Addamsów           | Wednesday Addams        | Gliwicki Teatr Muzyczny                              |
| 2015      | Fame                       | Carmen Diaz             | Akademia Muzyczna im. Stanisława Moniuszki w Gdańsku |
| 2015      | Fame                       | Carmen Diaz             | Mazowiecki Teatr Muzyczny im. Jana Kiepury           |
| 2017      | Crazy for You              | Polly Baker             | Opera na Zamku w Szczecinie                          |
| 2017–2019 | Piloci                     | Nel                     | Teatr Muzyczny „Roma”                                |
| 2018–2022 | Rodzina Addamsów           | Wednesday Addams        | Teatr Syrena                                         |
| 2019–2023 | Aida                       | Aida                    | Teatr Muzyczny „Roma”                                |
| 2019–2023 | Przypadki Robinsona Crusoe | Lilu                    | Teatr Muzyczny „Roma” (Nova Scena)                   |
| 2021–2022 | Waitress                   | Dawn                    | Teatr Muzyczny „Roma”                                |
| 2022–2023 | Piloci (wersja koncertowa) | Alice                   | Teatr Muzyczny „Roma”                                |
| 2022–     | Company                    | Amy                     | Warszawska Opera Kameralna                           |
| 2022–     | West Side Story            | Anita                   | Opera i Filharmonia Podlaska                         |
| 2023–     | Once                       | Dziewczyna              | Teatr Muzyczny „Roma” (Nova Scena)                   |
| 2023–     | Kopernik                   | Anna Schilling          | Opera Krakowska                                      |
| 2023–     | Tik, tik… Bum!             | Susan                   | Teatr Muzyczny „Roma” (Nova Scena)                   |
| 2024–     | 5 Ostatnich lat            | Cathy                   | Teatr Muzyczny Proscenium                            |
| 2024–     | Jednego serca              |                         | Teatr Muzyczny „Roma” (Nova Scena)                   |
| 2025–     | Six                        | Katarzyna Parr          | Krakowski Teatr Variété                              |

## Wybrane nagrody
- 50. Studencki Festiwal Piosenki w Krakowie – laureatka 2. miejsca[2]
- Międzynarodowy Festiwal im. Anny German w Moskwie – laureatka 3. miejsca[3]
- Międzynarodowy Festiwal „MY XXI” w Bułgarii – laureatka 2. miejsca[4]
- Nagroda specjalna Polskiego Instytutu Sztuki Filmowej na Festiwalu Piosenki i Ballady Filmowej w Toruniu[2]
- Grand Prix – Ogólnopolski Festiwal Interpetacji Piosenki Aktorskiej w Bydgoszczy[5]
- 2021: Teatralne Nagrody Muzyczne im. Jana Kiepury – najlepsza wokalistka musicalowa[12]